# Orthoporus fraternus
Orthoporus fraternus är en mångfotingart som först beskrevs av Henri Saussure 1860.  Orthoporus fraternus ingår i släktet Orthoporus och familjen Spirostreptidae. Inga underarter finns listade i Catalogue of Life.